# Saint-Germain-d'Anxure
Saint-Germain-d'Anxure é uma comuna francesa na região administrativa da Pays de la Loire, no departamento de Mayenne. Estende-se por uma área de 10,35 km². Em 2010 a comuna tinha 385 habitantes (densidade: 37,2 hab./km²).